# 12140 Johnbolton
12140 Johnbolton là một tiểu hành tinh vành đai chính với chu kỳ quỹ đạo là 1428.0658819 ngày (3.91 năm).
Nó được phát hiện ngày 24 tháng 9 năm 1960, và được đặt tên cho John Gatenby Bolton.